# Casa Alfons Macaya
La casa Alfons Macaya o Torre Macaya és un edifici unifamiliar amb jardí, situat a la cantonada de l'avinguda del Tibidabo, 32, i el carrer de Roman Macaya, 7-9, de Barcelona. Està catalogat com a bé amb elements d'interès (categoria C).

## Història
Fou projectada per l'arquitecte Enric Sagnier i construïda pels contractistes Pujadas i Llobet entre el 1918 i el 1925 per a Alfons Macaya i Sanmartí, que hi anà a viure amb la seva família. A les sales de la planta baixa hi tenia la seva important col·lecció de vidres.
Durant la Guerra Civil, va allotjar una txeca de la CNT-FAI; per aquest motiu se l'anomenava la Torre del Terror. Acabat el conflicte, la família Macaya tornà a viure-hi.
Als anys 1990, va acollir la seu a Barcelona de l'agència publicitària Ogilvy, on treballà Carlos Ruiz Zafón, que la va incloure al seu famós llibre L'ombra del vent, rebatejant-la com a Torre Aldaya.
Després d'uns anys tancada, el 2021 la casa es transformà en un hotel de luxe, amb 16 habitacions.

## Descripció
Consta de semisoterrani, planta baixa i dos pisos. L'accés principal es troba a la confluència dels dos carrers, formant un cos arrodonit de finestrals, que s'allarga amb dues façanes amb tribunes de planta semicircular de grans dimensions. El parament és d'estuc llis de color siena, i la coberta és de teula àrab, amb potents ràfecs.